# Luc Melanson
Luc Melanson est un illustrateur et artiste visuel québécois.

## Biographie
Il détient un baccalauréat en design graphique de l'Université du Québec à Montréal. Son univers visuel présente une approche géométrique, minimaliste et ludique. En 2002, il est lauréat de la catégorie Prix du Gouverneur général : littérature jeunesse de langue française - illustration pour Le grand voyage de Monsieur. En 2007, il remporte le Prix Cécile-Gagnon décerné par l'Association des écrivaines et des écrivains québécois pour la jeunesse pour l'album Ma drôle de ville, aux Éditions Dominique et compagnie. En 2022, il remporte le Prix du CALQ - Artiste de l'année à Laval, remis par le Conseil des arts et des lettres du Québec. Il collabore avec plusieurs périodiques reconnus au Québec tels que L'Actualité et Le Devoir, et aux États-Unis tels que The Washington Post, The New York Times et The Wall Street Journal. Il a créé un timbre pour Postes Canada en 2021 et crée des illustrations pour des plaques d'égoût de la ville de Montréal la même année.

## Prix
- 2002 - Prix littéraire du Gouverneur général du Canada, catégorie Livre illustré jeunesse pour Le grand voyage de Monsieur[3],[8]
- 2007 - Prix Cécile Gagnon pour Ma drôle de ville[9]
- 2022 - Prix du CALQ Artiste de l'année à Laval[10]